# Südafrikanische Frauen-Cricket-Nationalmannschaft in Pakistan in der Saison 2023
Die Tour der südafrikanischen Frauen-Cricket-Nationalmannschaft nach Pakistan in der Saison 2023 fand vom 1. bis zum 14. September 2023 statt. Die internationale Cricket-Tour war Bestandteil der Internationalen Cricket-Saison 2023 und umfasste drei WODIs und drei WTwenty20s. Die WODIs waren Bestandteil der ICC Women’s Championship 2022–2025. Pakistan gewann die WTwenty20-Serie 3–0, während Südafrika die WODI-Serie mit 2–1 gewann.

## Vorgeschichte
Für beide Mannschaften war es die erste Tour der Saison. Das letzte Aufeinandertreffen der beiden Mannschaften bei einer Tour fand in der Saison 2020/21 in Südafrika statt.

## Stadion
Das folgende Stadion wurde für die Austragung der Tour ausgewählt.
| Stadion          | Stadt     | Kapazität | Spiele                     |
| ---------------- | --------- | --------- | -------------------------- |
| National Stadium | Karatschi | 50.000    | 1. – 3. WODI; 1. – 3. WT20 |

## Kaderlisten
Pakistan benannte seine Kader am 11. August 2023. Südafrika benannte seine Kader am 18. August 2023.
| WODI | WODI | WTwenty20 | WTwenty20 |
| Pakistan | Südafrika | Pakistan | Südafrika |
| --- | --- | --- | --- |
| - Nida Dar (K) - Aliya Riaz - Bismah Maroof - Diana Baig - Fatima Sana - Ghulam Fatima - Muneeba Ali (wk) - Nashra Sandhu - Omaima Sohail - Sadaf Shamas - Sadia Iqbal - Sidra Ameen - Sidra Nawaz (wk) - Umm-e-Hani - Waheeda Akhtar | - Laura Wolvaardt (K) - Anneke Bosch - Tazmin Brits - Nadine de Klerk - Mieke De Ridder (wk) - Lara Goodall - Sinalo Jafta (wk) - Marizanne Kapp - Ayabonga Khaka - Masabata Klaas - Suné Luus - Nonkululeko Mlaba - Tumi Sekhukhune - Nondumiso Shangase - Delmi Tucker | - Nida Dar (K) - Aliya Riaz - Bismah Maroof - Diana Baig - Fatima Sana - Muneeba Ali (wk) - Najiha Alvi (wk) - Nashra Sandhu - Natalia Parvaiz - Sadaf Shamas - Sadia Iqbal - Shawaal Zulfiqar - Sidra Ameen - Syeda Aroob Shah - Umm-e-Hani | - Laura Wolvaardt (K) - Anneke Bosch - Tazmin Brits - Nadine de Klerk - Mieke De Ridder (wk) - Lara Goodall - Sinalo Jafta (wk) - Marizanne Kapp - Ayabonga Khaka - Masabata Klaas - Suné Luus - Nonkululeko Mlaba - Tumi Sekhukhune - Nondumiso Shangase - Delmi Tucker |

## Women’s Twenty20 Internationals

### Erstes WTwenty20 in Karatschi
| 1. September Scorecard | Karatschi | Südafrika 150-3 (20)           | – | Pakistan 151-5 (20) |
|                        |           | Pakistan gewinnt mit 5 Wickets |   |                     |

Pakistan gewann den Münzwurf und entschied sich als Feldmannschaft zu beginnen. Als Spielerin des Spiels wurde Tazmin Brits ausgezeichnet.

### Zweites WTwenty20 in Karatschi
| 3. September Scorecard | Karatschi | Südafrika 150-3 (20)           | – | Pakistan 156-3 (19.1) |
|                        |           | Pakistan gewinnt mit 7 Wickets |   |                       |

Pakistan gewann den Münzwurf und entschied sich als Feldmannschaft zu beginnen. Als Spielerin des Spiels wurde Sidra Ameen ausgezeichnet.

### Drittes WTwenty20 in Karatschi
| 4. September Scorecard | Karatschi | Pakistan 150-5 (20)         | – | Südafrika 144-5 (20) |
|                        |           | Pakistan gewinnt mit 6 Runs |   |                      |

Südafrika gewann den Münzwurf und entschied sich als Feldmannschaft zu beginnen. Als Spielerin des Spiels wurde Laura Wolvaardt ausgezeichnet.

## Women’s One-Day Internationals

### Erstes WODI in Karatschi
| 8. September Scorecard | Karatschi | Südafrika 292-4 (50)           | – | Pakistan 165 (36.5) |
|                        |           | Südafrika gewinnt mit 127 Runs |   |                     |

Südafrika gewann den Münzwurf und entschied sich als Schlagmannschaft zu beginnen. Als Spielerin des Spiels wurde Marizanne Kapp ausgezeichnet.

### Zweites WODI in Karatschi
| 11. September Scorecard | Karatschi | Pakistan 168 (44.2)             | – | Südafrika 169-4 (34) |
|                         |           | Südafrika gewinnt mit 6 Wickets |   |                      |

Pakistan gewann den Münzwurf und entschied sich als Schlagmannschaft zu beginnen. Als Spielerin des Spiels wurde Nadine de Klerk ausgezeichnet.

### Drittes WODI in Karatschi
| 14. September Scorecard | Karatschi | Südafrika 185 (48.1)           | – | Pakistan 186-2 (38) |
|                         |           | Pakistan gewinnt mit 8 Wickets |   |                     |

Südafrika gewann den Münzwurf und entschied sich als Schlagmannschaft zu beginnen. Als Spielerin des Spiels wurde Sidra Ameen ausgezeichnet.

## Auszeichnungen

### Player of the Series
Als Player of the Series wurden der folgende Spieler ausgezeichnet.
| Serie | Player of the Series |
| ----- | -------------------- |
| WODI  | Nadine de Klerk      |
| WT20  | Laura Wolvaardt      |

### Player of the Match
Als Player of the Match wurden die folgenden Spielerinnen ausgezeichnet.
| Spiel   | Player of the Match |
| ------- | ------------------- |
| 1. WODI | Marizanne Kapp      |
| 2. WODI | Nadine de Klerk     |
| 3. WODI | Sidra Ameen         |
| 1. WT20 | Tazmin Brits        |
| 2. WT20 | Sidra Ameen         |
| 3. WT20 | Laura Wolvaardt     |